# 尖叶柔毛堇菜
尖叶柔毛堇菜（学名：Viola principis var. acutifolia）是堇菜科堇菜属柔毛堇菜的变种。分布在中国大陆的四川等地，生长于海拔550米至1,500米的地区，多生在岩石、林缘以及沟边。